# Love Explosion
| Професионални рејтинг | Професионални рејтинг |
| Резултати             | Резултати             |
| Извор                 | Рејтинг               |
| --------------------- | --------------------- |
| AllMusic              | [ 2 ]                 |

Love Explosion је четврти студијски албум америчке певачице Тине Тарнер, објављен 1979. године. Албум је снимљен у Европи, а продуцирао га је један од водећих људи француског диско-а у то време, Алец Цостандинос. Love Explosion и три његова сингла, Music Keeps Me Dancin', Love Explosion и Backstabbers, нису имали успеха на америчким и европским чартовима. Албум није добио никакве сертификације, а издавачке куће су одлучиле да прекину уговор са уметницом.

## Списак пјесама
| №  | Назив                  | Аутор(и)                                    | Трајање |  |
| 1. | Love Explosion         | Lenny Macaluso, Pat Summerson               | 5:55    |  |
| 2. | Fool For Your Love     | Leo Sayer, Michael Omartian                 | 3:24    |  |
| 3. | Sunset on Sunset       | Billy Livsey, David Courtney, Richard Niles | 3:35    |  |
| 4. | Music Keeps Me Dancin' | Lenny Macaluso, Pat Summerson               | 3:49    |  |

| №  | Назив                      | Аутор(и)                                 | Трајање |  |
| 5. | I See Home                 | Allee Willis, David Lasley               | 5:19    |  |
| 6. | Backstabbers               | Leon Huff, Gene McFadden, John Whitehead | 3:34    |  |
| 7. | Just a Little Lovin'       | Barry Mann, Cynthia Weil                 | 3:12    |  |
| 8. | You Got What I'm Gonna Get | Chris Bennett, Molly Ann Leikin          | 3:08    |  |
| 9. | On the Radio               | Victor Carstarphen                       | 3:49    |  |